# 漫画中国
《漫画中国》是中国漫画家孙元伟画的中国漫画，在2009年4月25日首发，在首发时推出以“漫画形式、国学内容”为主打的动漫作品。本图书以漫画形式妙解国学和古文化。面对的读者群是少年儿童。已经出了“漫画史记”、“漫画唐诗”等16个品种。